# Filippo Terracciano
Filippo Terracciano (8. únor 2003, Verona), Itálie) je italský fotbalový záložník hrající od ledna 2024 za italský Milán.

## Kariéra
Vyrostl v mládežnickém sektoru Verony a první utkání za dospělé odehrál 15. prosince 2021 v zápase domácího poháru proti Empoli (3:4). Debut v lize odehrál 20. března 2022 během remízového zápasu 1:1, opět proti Empoli. V následující sezoně hrával častěji a sezonu 2023/24 již byl v základní sestavě. Do ledna 2024, když byl prodán do Milána za 4,5 milionů Euro + bonusy, odehrál celkem za Veronu 41 utkání. Branku ještě nevstřelil.

## Statistika
| Sezóna           | Klub             | Liga             | Liga   | Liga | Domácí poháry | Domácí poháry | Domácí poháry | Kontinentální poháry | Kontinentální poháry | Kontinentální poháry | Celkem | Celkem |
| Sezóna           | Klub             | Soutěž           | Zápasy | Góly | Soutěž        | Zápasy        | Góly          | Soutěž               | Zápasy               | Góly                 | Zápasy | Góly   |
| ---------------- | ---------------- | ---------------- | ------ | ---- | ------------- | ------------- | ------------- | -------------------- | -------------------- | -------------------- | ------ | ------ |
| 2021/22          | Verona           | Serie A          | 1      | 0    | IP            | 1             | 0             | -                    | 0                    | 0                    | 2      | 0      |
| 2022/23          | Verona           | Serie A          | 20     | 0    | IP            | 0             | 0             | -                    | 0                    | 0                    | 20     | 0      |
| 2023/24          | Verona           | Serie A          | 18     | 0    | IP            | 1             | 0             | -                    | 0                    | 0                    | 19     | 0      |
| Celkem za Veronu | Celkem za Veronu | Celkem za Veronu | 39     | 0    | -             | 2             | 0             | -                    | 0                    | 0                    | 41     | 0      |
| 2024             | Milán            | Serie A          | 3      | 0    | IP            | 1             | 0             | EL                   | 2                    | 0                    | 6      | 0      |
| 2024/25          | Milán            | Serie A          | 11     | 0    | IP+IS         | 1+1           | 0             | LM                   | 2                    | 0                    | 15     | 0      |
| Celkem za Milán  | Celkem za Milán  | Celkem za Milán  | 14     | 0    | -             | 3             | 0             | -                    | 4                    | 0                    | 21     | 0      |
| Celkově          | Celkově          | Celkově          | 53     | 0    | -             | 5             | 0             | -                    | 4                    | 0                    | 62     | 0      |

## Úspěchy

### Klubové
- vítěz italského superpoháru (1x)

Milán: 2024